# الیاس کوسمانن
الیاس کوسمانن (به انگلیسی: Elias Kuosmanen؛ زادهٔ ۲ سپتامبر ۱۹۹۵) یک کشتی‌گیر فرنگی‌کار اهل فنلاند است. وی سابقه حضور در المپیک ۲۰۲۰ توکیو را دارد.